# 한국천문연구원
한국천문연구원(韓國天文硏究院, Korea Astronomy and Space Science Institute, KASI)은 천문우주과학기술의 연구개발을 위하여 설립된 대한민국 우주항공청 산하 법인이다. 1974년 9월 국립천문대로 출범하여 1999년 현재의 명칭으로 독립법인화되었고, 2024년 5월 27일 우주 항공청 산하로 편입되었다. 대전광역시 유성구 대덕대로 776(화암동 61-1번지)에 있다.

## 설립목적
천문우주과학의 발전에 필요한 학술연구와 기술개발을 종합적으로 수행하고, 그 성과를 보급하기 위해 설립하였다.

## 임무
- 천문학과 우주과학에 대한 연구 및 사업
- 대형 관측시설의 운영 및 기기개발
- 역 및 표준시의 관리 등 국가 천문업무의 수행
- 국내·외 관련기관과의 협력 및 공동연구 수행
- 대국민 천문지식 및 정보 보급 사업
- 정부 및 국내·외 관련 기관과학연구 및 기술용역에 대한 수탁 및 위탁
- 위 각 호의 부대사업 및 기타 연구원의 목적달성을 위하여 필요한 사업

## 연혁
- 1967년

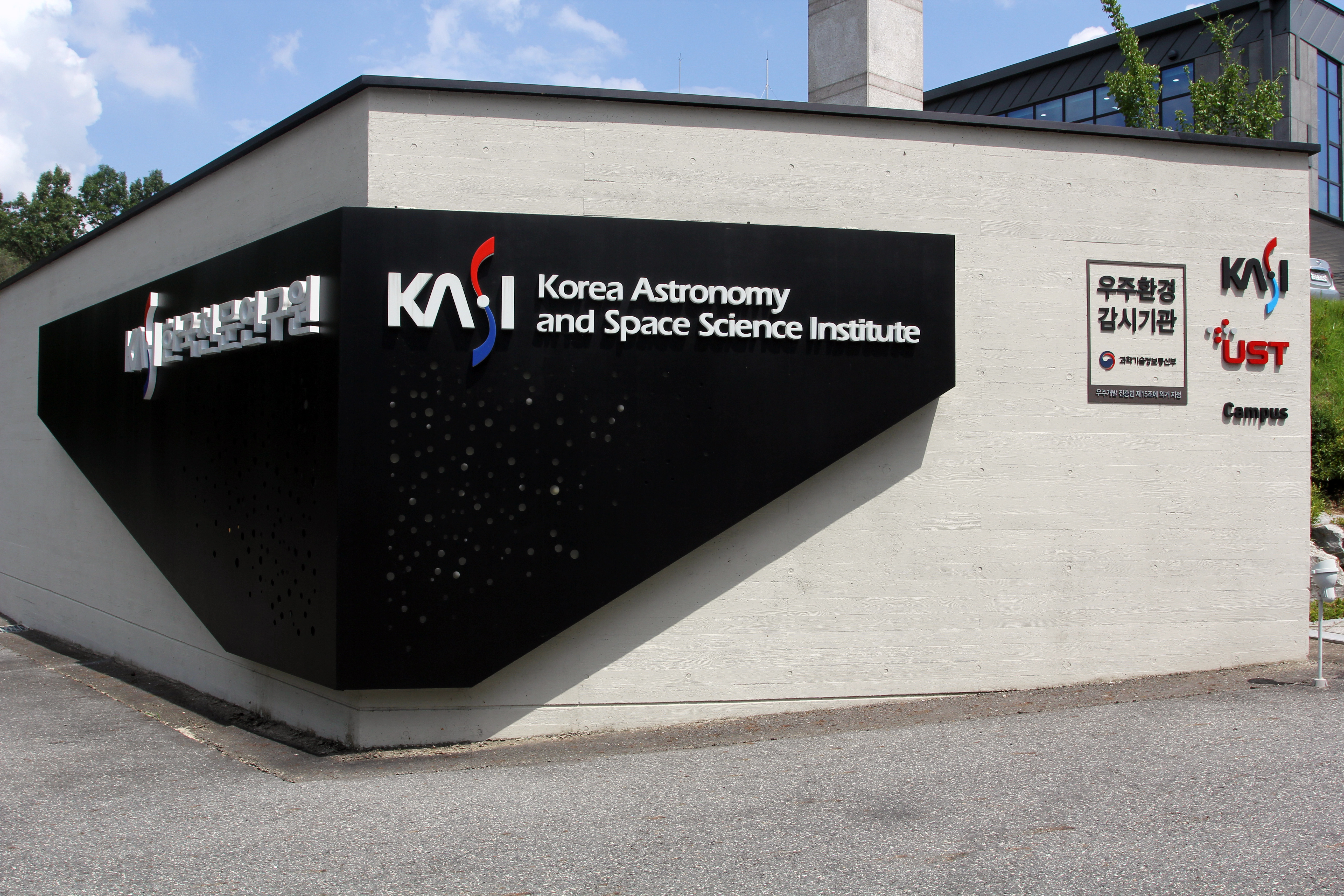
본원 정문

  - 2. 4 국립천문대 설치에 관한 대정부 건의서 제출(한국천문학회)
  - 5.30 국립천문대 설치위원회(가칭) 개최
  - 8.28 국립천문대 설치 5개년 계획안 작성
  - 국립천문대 설치위원회 규정 제정(과기처 훈령 제 8호)
- 1968년
  - 3.18 국립천문대 설립위원회 규정 제정(대통령령 제 3399호)
- 1971년
  - 11.12 국립천문대 설립위원 및 요원 소백산 현지 답사
- 1972년
  - 6. 7 소백산 제2연화봉을 천체관측소 최적지로 확정
- 1973년
  - 8.21 소백산 천체관측소 건설공사 착공
- 1974년
  - 8.31 국립천문대 직제 국무회의 의결
  - 9.13 국립천문대 직제 공포(대통령령 제 7248호)
- 1975년
  - 4.20 제1회 천체관측회 개최(과총)
  - 7.10 초대대장 민영기 박사 취임
  - 12. 1 1976년 역서 편찬 보급
  - 12.27 61 cm 반사망원경 첫 사진 관측 (오리온 대성운)
- 1976년
  - 2.13 국제천문연맹(IAU) 한국 대표권 행사
  - 5.19 소백산천체관측소 천문경위도 확정 발표(동경 128°27′22.322″, 북위 36°56′1.18″)
  - 12.30 연구논문집 제1권 발간
- 1977년
  - 10.12 61 cm 반사망원경 광전 측광 관측 개시
  - 12. 2 태양망원경 설치
- 1978년
  - 9.13 소백산 천체관측소 준공 기념우표 발행
  - 9.29 소백산천체관측소 준공식
- 1981년
  - 12.26 14m 전파망원경 제작자 시작
- 1983년
  - 10.18 14m 전파망원경 우주전파관측소(현 대덕전파천문대) 위치 확정
- 1985년
  - 12.26 국립천문대 대덕연구단지 (현위치)로 이전
  - 12.31 대덕전파천문대 14m 전파망원경 설치
- 1986년
  - 3.22 국립천문대 직제 폐지(대통령령 제11873호), 한국전자통신연구소 부설 천문우주과학연구소 발족
  - 12.31 표준시에 관한 법률 제정 공포(법률 제3919호)
- 1987년
  - 5.25 14m 전파망원경 첫 관측(Orion KL CO J=1-0)
- 1990년
  - 10.27 1.8m 반사망원경 구매계약
- 1991년
  - 2. 5 1.8m 망원경 위치를 보현산으로 확정
- 1993년
  - 10.26 제1회 천체사진공모전 개최
  - 11.20 천문달력 최초 제작 보급
- 1994년
  - 7. 1 보현산 천문대 1,8m망원경 설치
  - 7.18 목성과 슈메이커-레비 혜성 충돌 관측
  - 8. ? 제1회 교원천문연수 개최
- 1995년
  - 9.13 정부 기념 우표발행(보현산천문대 1.8m 망원경 설치 기념)
- 1996년
  - 4. 3 보현산 천문대 준공
- 1997년
  - 7. 9 X-선 검출기 탑재 과학로켓(KSR-II) 1차 발사
- 1999년
  - 1.29 「정부출연연구기관 등의 설립·운영 및 육성에 관한 법률」 공포 및 한국천문연구원 설립 근거 마련
  - 3.31 천문대 본관(세종홀) 준공
  - 5.18 한국천문연구원 초대원장으로 이우백 박사 취임
  - 5.21 독립법인 한국천문연구원 출범
- 2003년
  - 9. 1 레몬산 1m 자동망원경 설치완료
  - 9.27 원자외선 우주망원경(FIMS) 발사 성공(과학기술위성 1호)
- 2004년
  - 6. 2. KVN전파망원경 건설 계약
- 2006년
  - 2. 6 GMT 개념설계검토회의 (Conceptual Design Review) 참석
- 2007년
  - 12.30 KVN울산전파망원경 설치완료
- 2008년
  - 1. 1 우주측지용 레이저추적 시스템 개발사업 착수
  - 2.15 레몬산천문대 망원경을 활용하여 태양계를 닮은 외계행성 세계최초 발견(국제공동연구;Science지 게재)
  - 4. 4 KVN연세전파망원경 설치완료
  - 9. 1 대형광학망원경개발사업 기획재정부 심의 통과 및 2009년 예산 확보
  - 12. 1 KVN탐라전파망원경 설치완료
- 2009년
  - 1. 1 외계행성 탐색시스템(KMTNet) 개발 과제 착수
  - 1. 1 대형광학망원경개발사업 개시
  - 2. 6 GMT 국제공동개발사업 정식 참여 조인식
  - 2. 5 소백산천문대 망원경을 활용하여 2개의 별 주위를 공전하는 외계행성 세계최초 발견
  - 8.10 미국 BBSO(빅베어 태양천문대)에 FISS 설치
- 2010년
  - 3.23 천문법 제정(법률 제 11690호)
- 2011년
  - 8.25 보현산천문대 1.8m 망원경: KASINICS 관측결과 Nature지 게재 (거대질량 블랙홀이 별을 삼키는 순간 포착)
- 2012년
  - 4. 7 KVN 3사이트 4채널 동시관측 First Fringe 검출
  - 5.10 NASA 공동연구 RBSP 위성 수신용 안테나 설치
  - 9.13 장영실홀 준공
  - 10.12 이동형 레이저추적 시스템 개발 및 First Shot 성공
  - 11. 2 이동형 레이저추적 시스템의 ILRS 국제기구 가입
- 2013년
  - 10.29 고정형 SLR 관측소 부지 선정(경남 거창)
- 2024년
  - 5.27 대한민국 우주항공청이 설립되면서 항공우주연구원과 함께 우주항공청 산하 법인으로 편입[1]

## 조직

### 한국천문연구원장
- 감사
  - 감사부
- 정책혁신실
- 글로벌협력실

#### 부원장
- 광학천문본부
- 전파천문본부
- 우주과학본부
- 대형망원경사업단
- 이론천문연구센터
- 천문우주기술센터
- 우주위험감시센터

#### 기획실
- 경영기획팀
- 예산팀
- 성과확산팀
- 전사팀

#### 행정부
- 총무시설안전팀
- 인사팀
- 회계팀
- 구매자산팀

## 사진

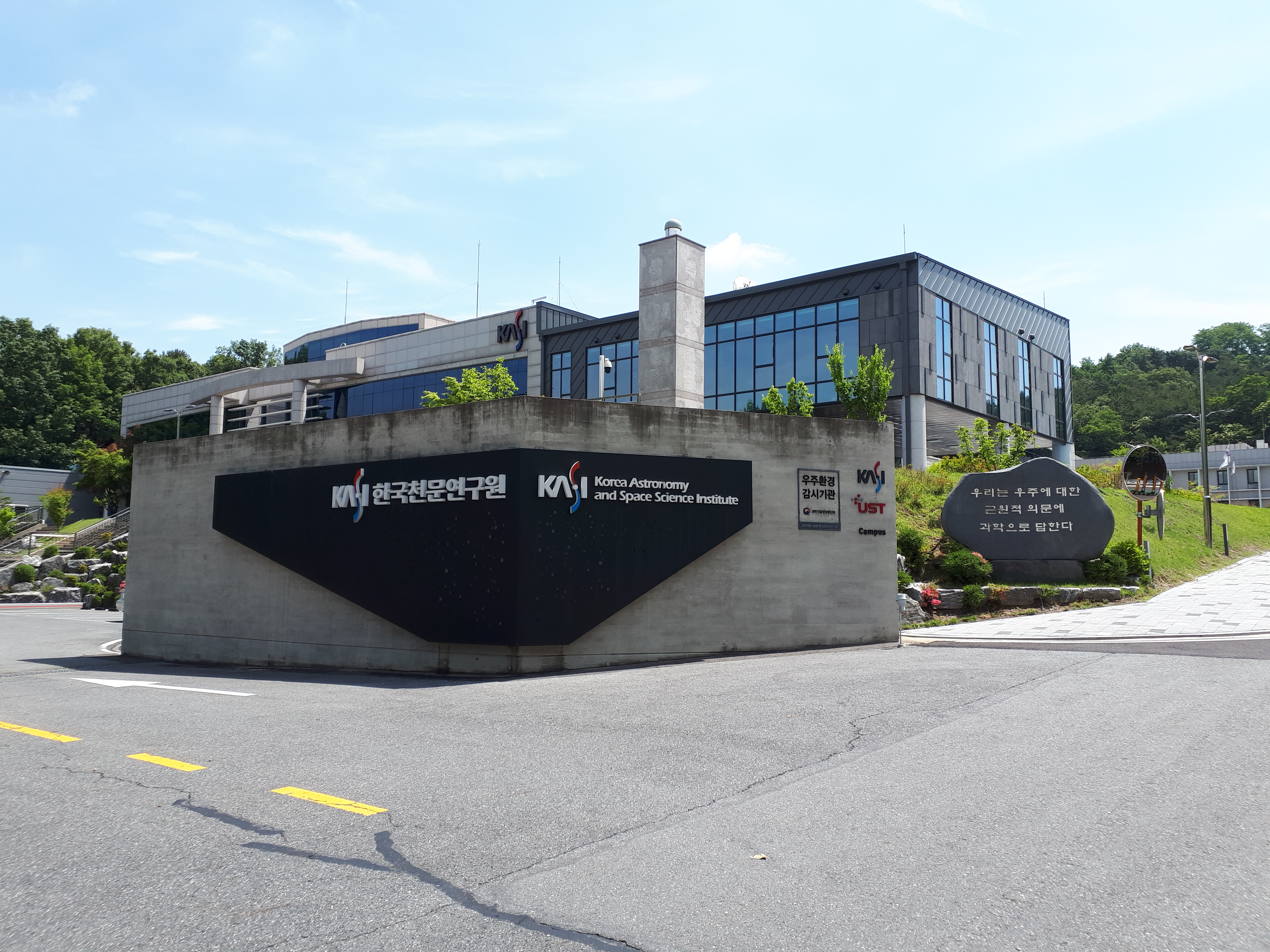
본원 정문
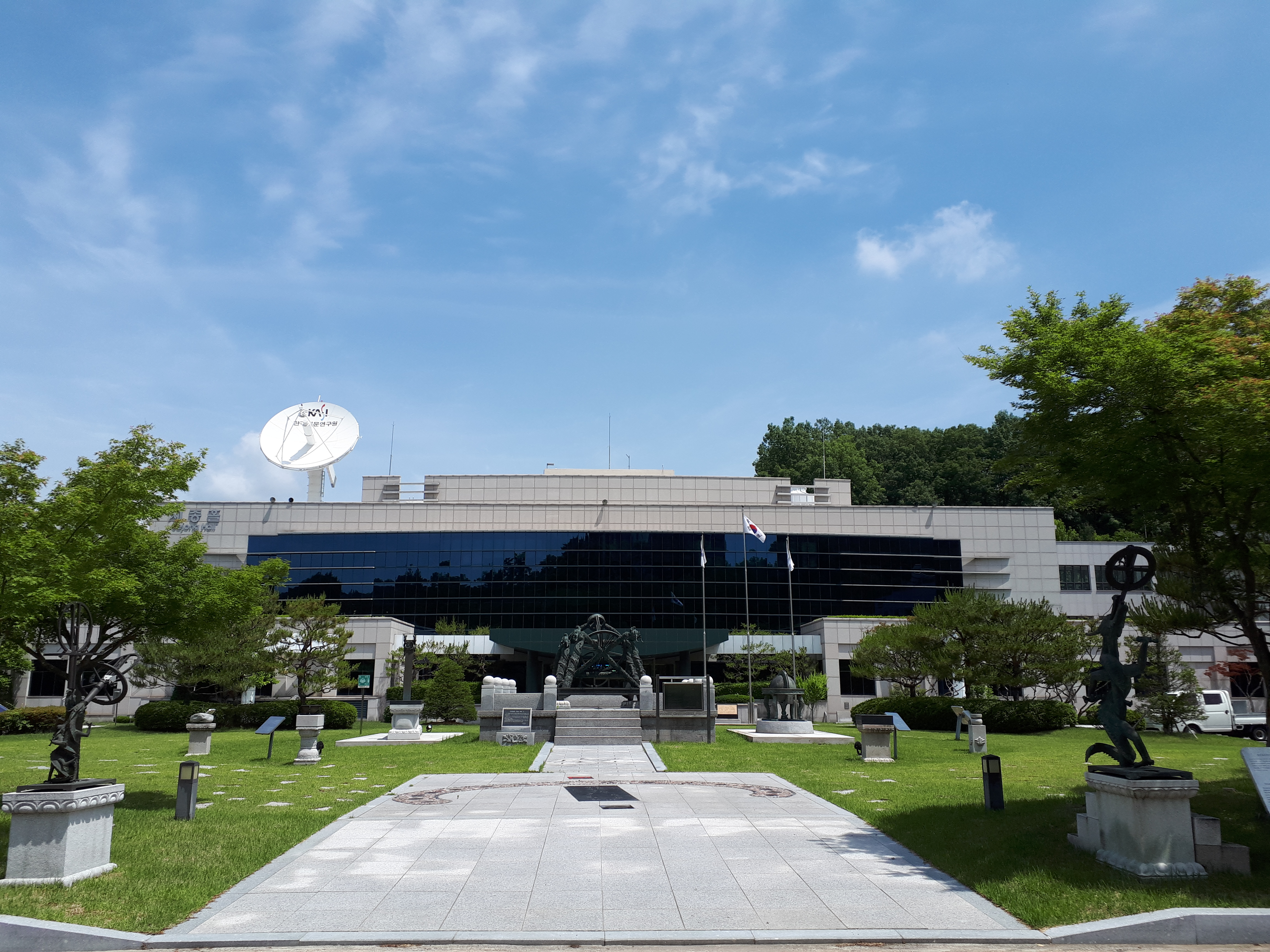
세종홀 (본관)
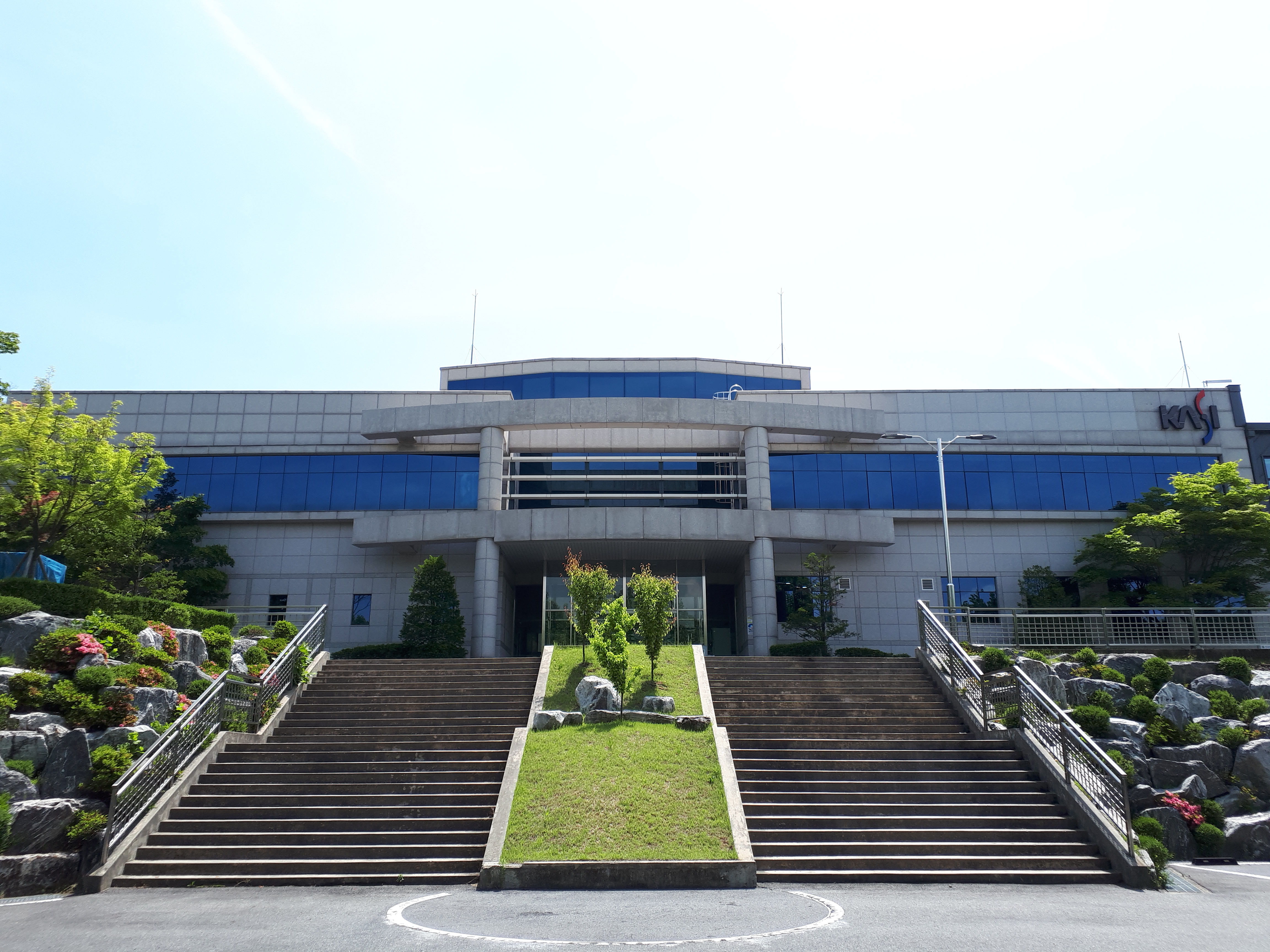
은하수홀
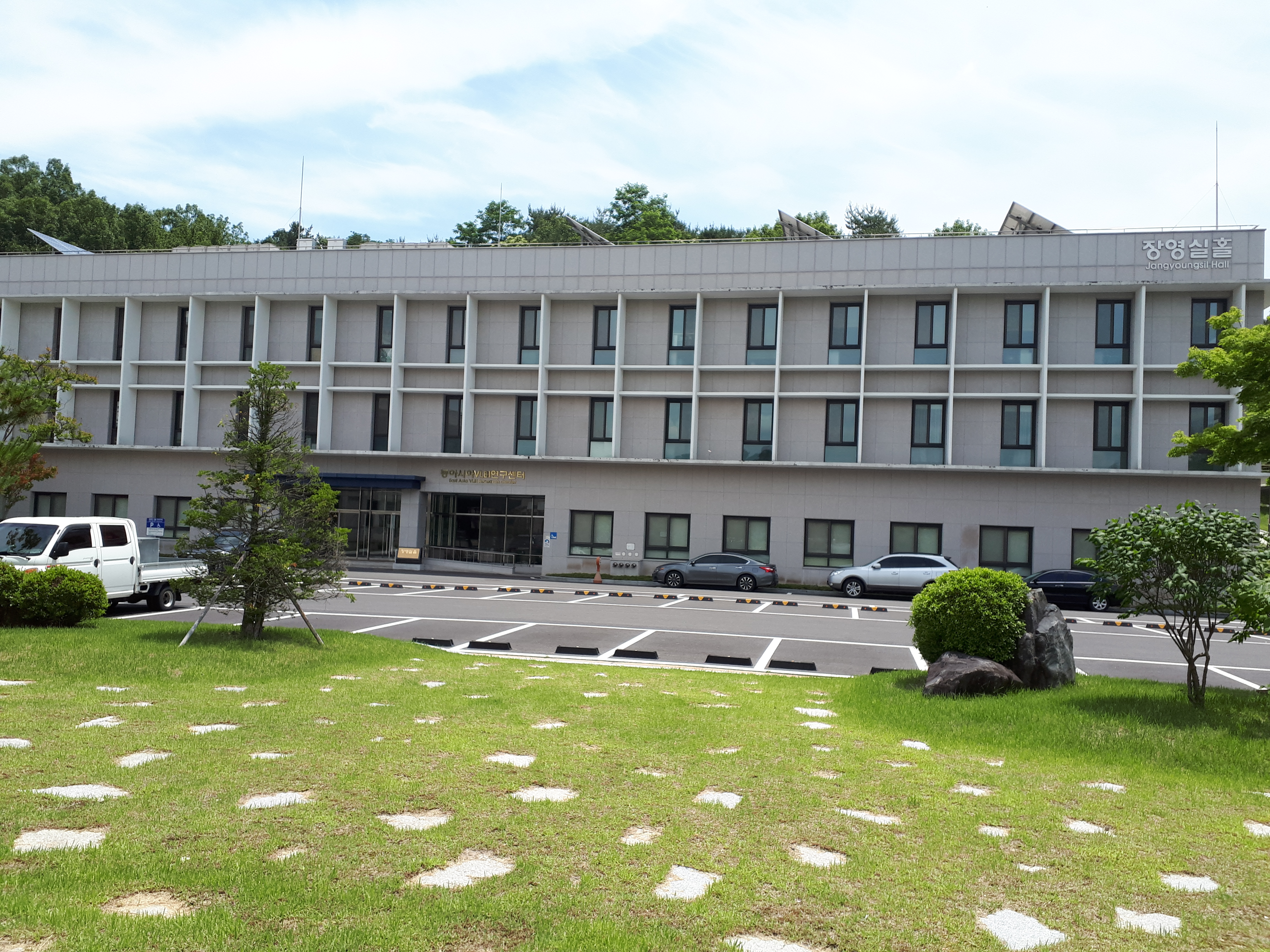
장영실홀
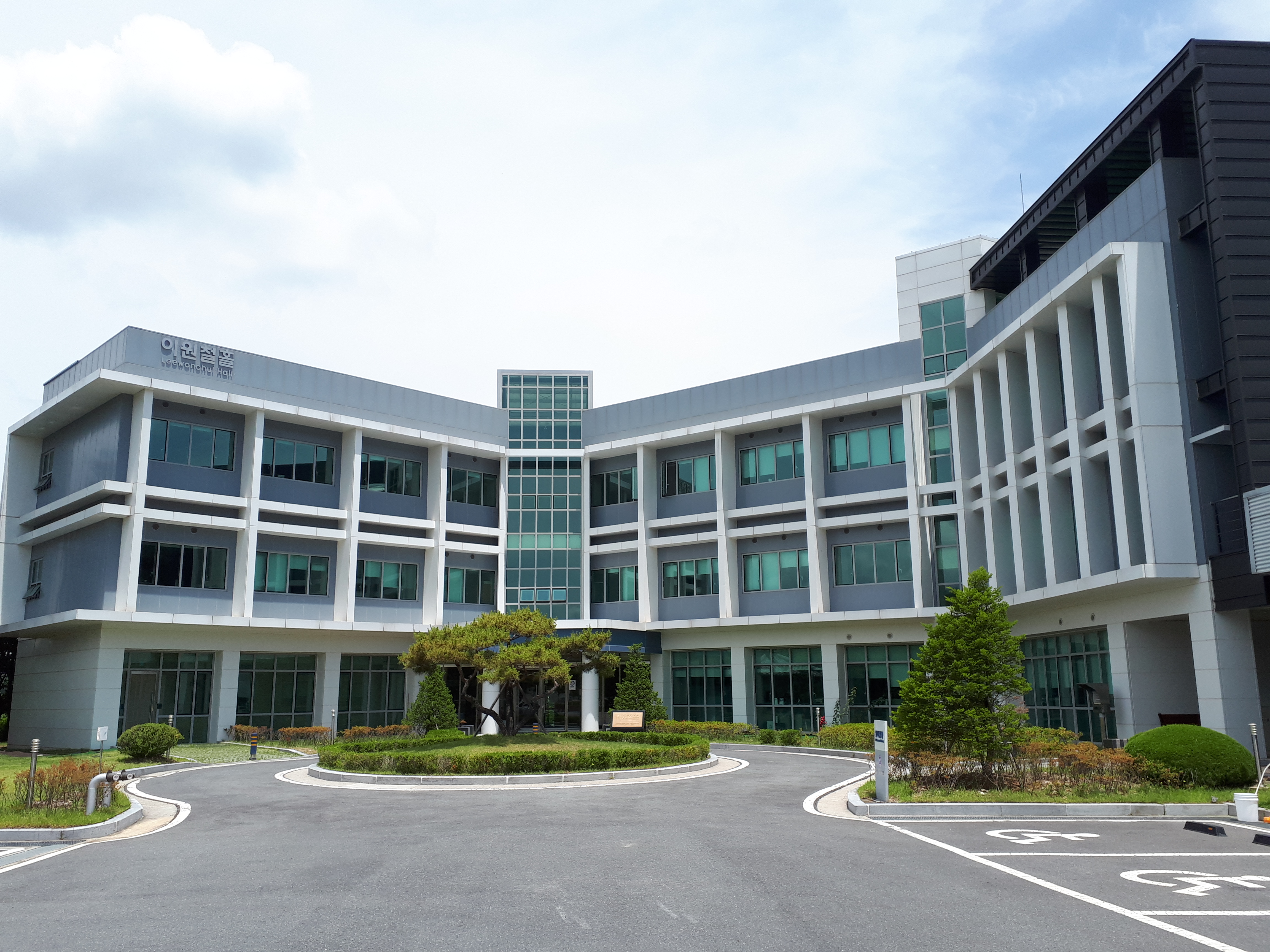
이원철홀
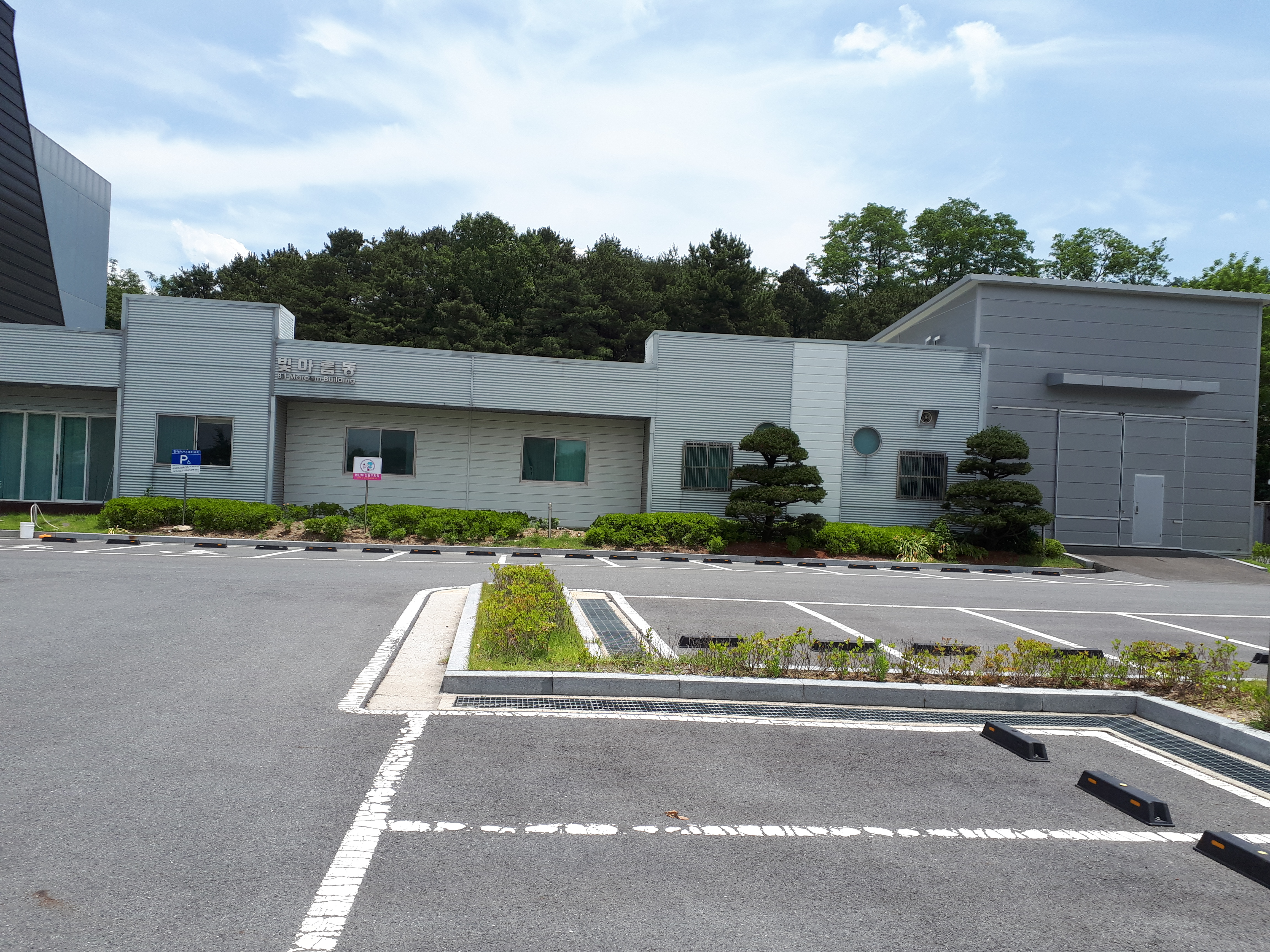
빛마름동
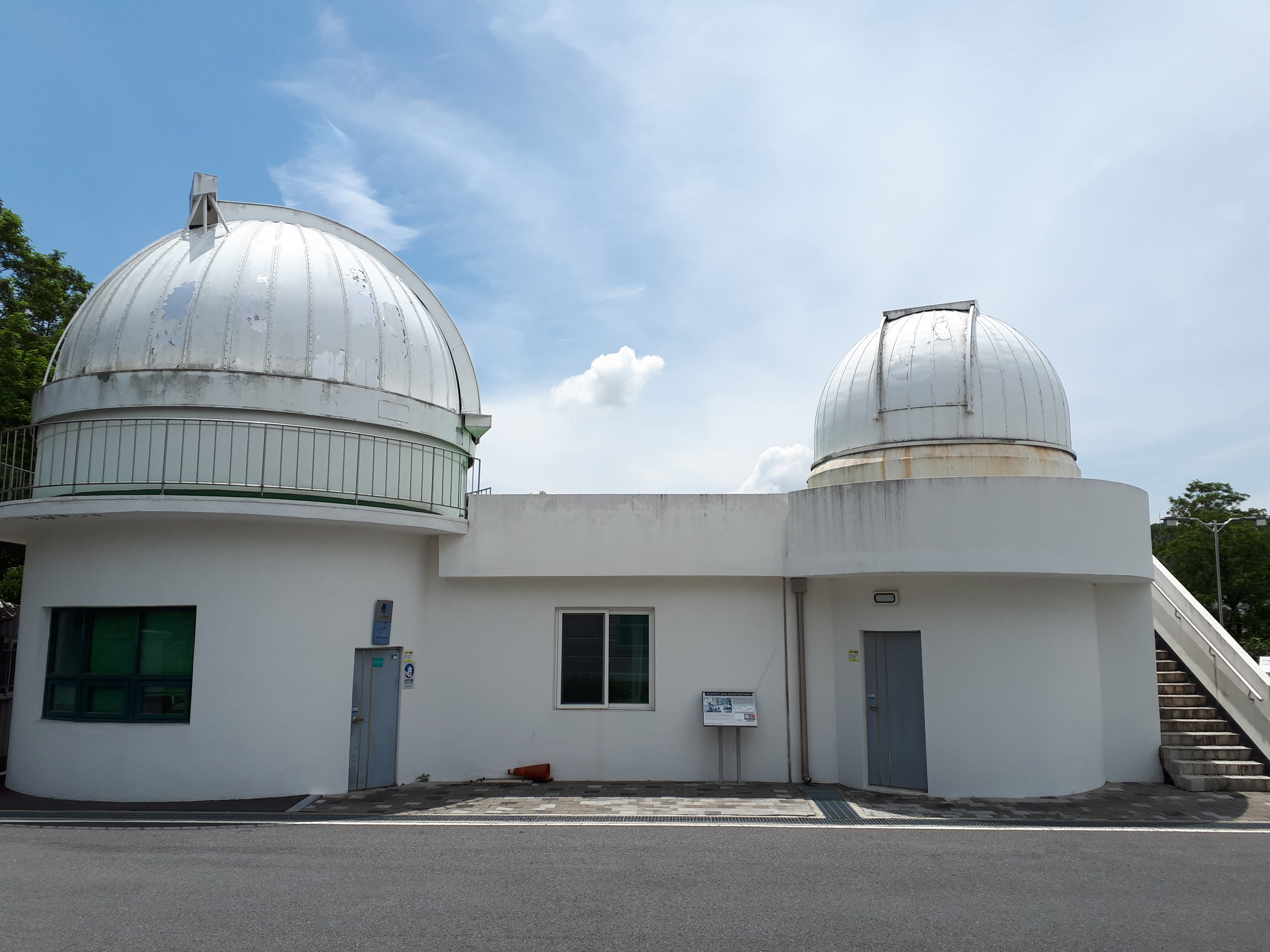
태양관측동
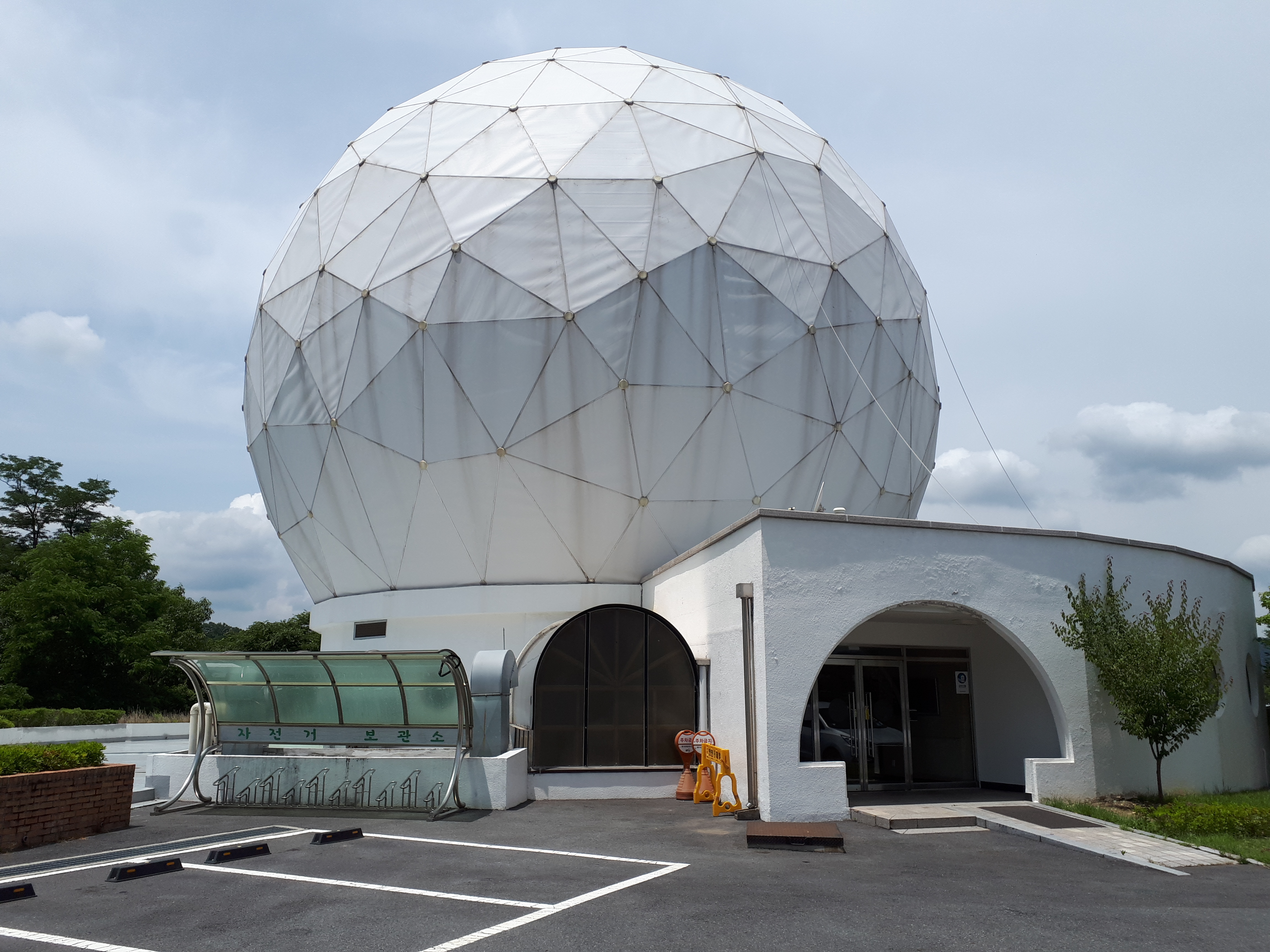
대덕전파천문대
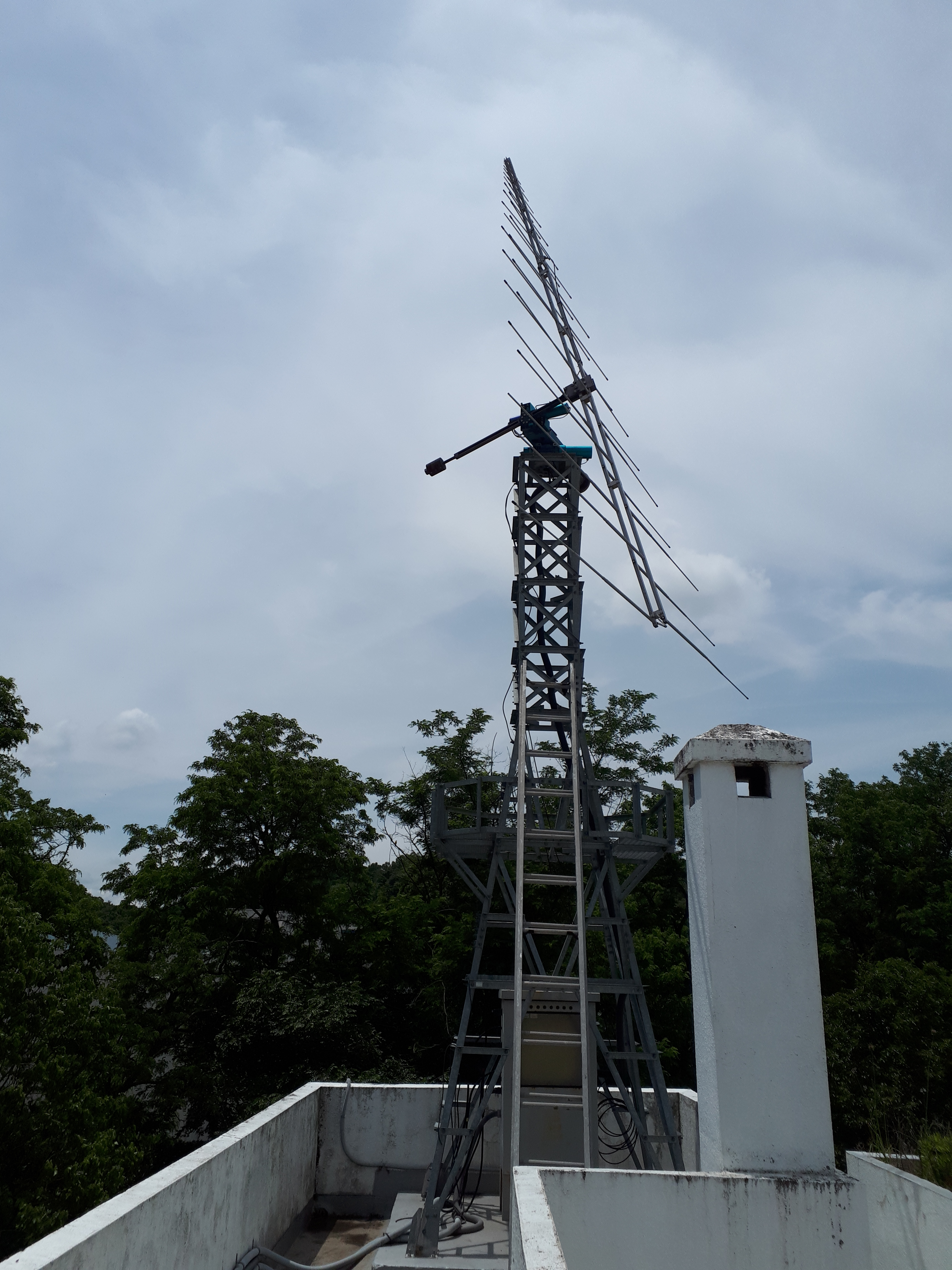
태양 저주파 전파관측기

## 부설기관
- 국제천체물리센터
- 천문정보센터

## 같이 보기
- 한국천문학회
- 거대 마젤란 망원경(GMT)
- 외계행성 탐색시스템(KMTNet)